# Epitola hewitsoni
Epitola hewitsoni är en fjärilsart som beskrevs av Otto Staudinger 1889. Epitola hewitsoni ingår i släktet Epitola och familjen juvelvingar. Inga underarter finns listade i Catalogue of Life.